# Evergestis subfuscalis
Evergestis subfuscalis is een vlinder uit de familie grasmotten (Crambidae). De wetenschappelijke naam is voor het eerst gepubliceerd in 1871 door Otto Staudinger.

## Ondersoorten
- Evergestis subfuscalis subfuscalis Staudinger, 1871
- Evergestis subfuscalis pallidalis Zerny, 1934

## Verspreiding
De soort komt voor in Italië, Kroatië, Bosnië en Herzegovina, Servië, Montenegro, Noord-Macedonië, Bulgarije, Griekenland, Turkije en Iran.